# Fernando Calero
Fernando Calero Villa (Boecillo, 14 de septiembre de 1995) es un futbolista español que juega en la demarcación de defensa y que milita en el R. C. D. Espanyol de la Primera División de España.

## Trayectoria
Ingresó en las categorías inferiores del Real Valladolid con apenas nueve años. En 2011 pasó al Málaga C. F. para jugar en su equipo juvenil. Entre 2013 y 2016 fue jugador del Atlético Malagueño, disputando 35 partidos en su última temporada en Tercera División. Ese mismo verano se incorporó al Real Valladolid "B", con el que debutó en Segunda División B.
Su buena temporada en el filial le permitió incorporarse al Real Valladolid para la temporada 2017-18, que acabó con el ascenso a Primera División.
En la temporada 2018-19 debutó en Primera División con el Real Valladolid, y se consolidó como una de las promesas más interesantes del fútbol español.
El 9 de agosto de 2019 se hizo oficial su fichaje por el R. C. D. Espanyol por cinco temporadas.

## Clubes
| Club                      | País   | Año       |
| ------------------------- | ------ | --------- |
| Atlético Malagueño        | España | 2013-2016 |
| Real Valladolid C. F. "B" | España | 2016-2017 |
| Real Valladolid C. F.     | España | 2017-2019 |
| R. C. D. Espanyol         | España | 2019-     |

## Palmarés

### Títulos nacionales
| Título                     | Club              | País   | Año     |
| -------------------------- | ----------------- | ------ | ------- |
| Segunda División de España | R. C. D. Espanyol | España | 2020-21 |